# Volby do Evropského parlamentu 2029
Příští volby do Evropského parlamentu se mají konat v roce 2029 v souladu s Lisabonskou smlouvou. Konat by se měly ve dnech 7. až 10. června 2029, přičemž zvoleni mají být europoslanci pro funkční období v letech 2029 až 2034. Půjde o celkem jedenácté všeobecné a přímé volby do Evropského parlamentu, zároveň se bude jednat o druhé volby do Evropského parlamentu po vystoupení Spojeného království z Evropské unie.

### Související
- Volby do Evropského parlamentu 2024
- Volby do Evropského parlamentu v Česku 2029